# کشتی نوح

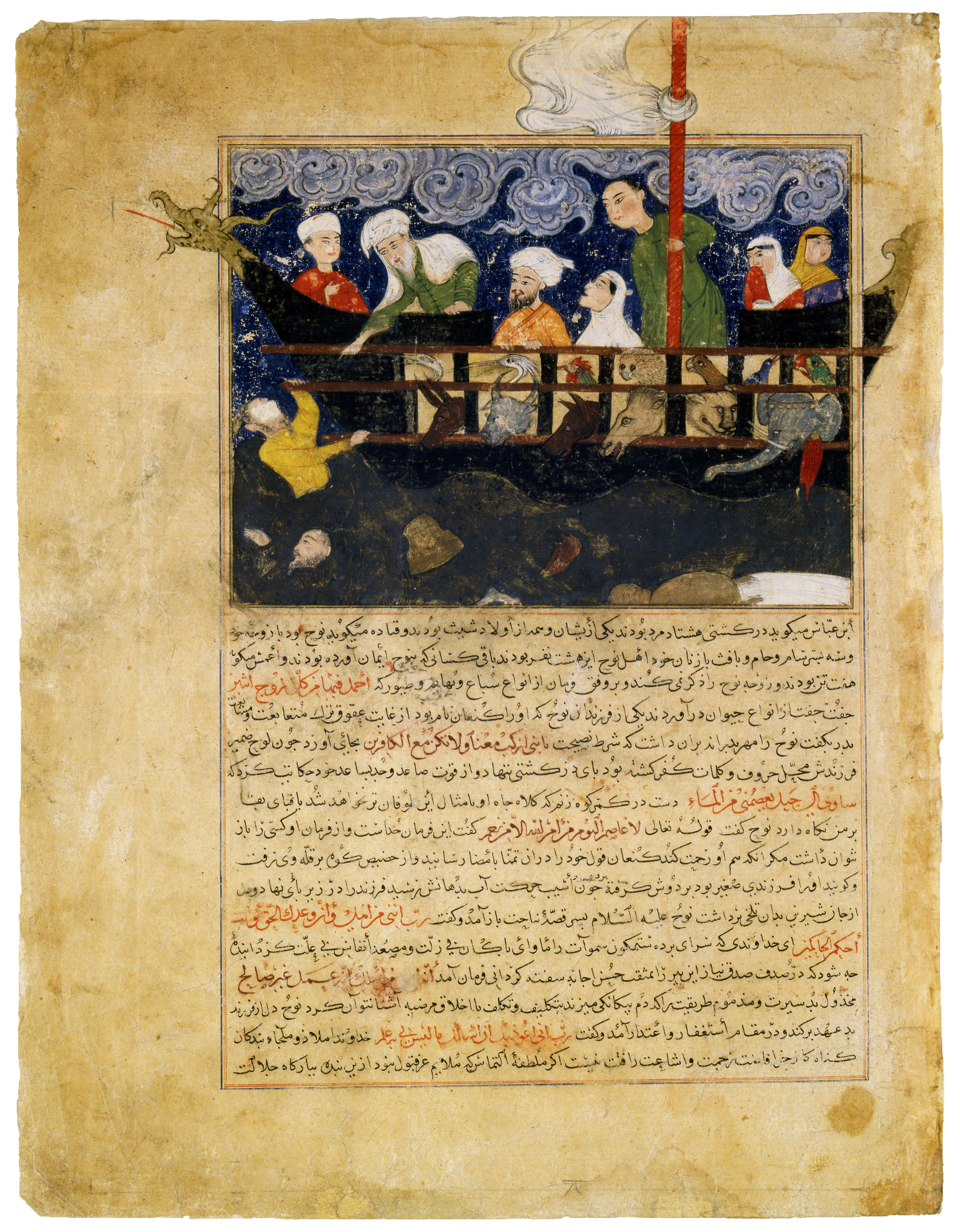
مینیاتوری از کتاب مجمع التواریخ حافظ ابرو که دربارهٔ کشتی نوح و نجات جانوران است (هرات ۱۴۲۵ میلادی).

کَشتی نوح نام یک کشتی در داستان‌های کتب مقدس در دین‌های ابراهیمی است. در این داستان گفته می‌شود نوح به فرمان یهوه این کشتی را ساخت تا خود، خانواده خود و چند نمونه از هر حیوان را از پیامدهای طوفان نوح نجات دهد. در بین تمدنهای میانرودان نیز داستانی مشابه وجود داشته است. این داستان در بخش‌های ۶ تا ۹ کتاب پیدایش، اولین کتاب از تورات یهودیان و قرآن (سوره‌های ۱۱ و ۷۱) آمده و نسخه‌های دیگری از آن نیز در دیگر منابع یهودی، مسیحی و اسلامی دیده می‌شود.
کشتی نوح (عبری: תיבת נח؛ عبری کتاب مقدس: Tevat Noaḥ) کشتی ای است که در روایت طوفان در کتاب پیدایش آمده و خداوند از طریق آن نوح، خانواده‌اش و نمونه‌هایی از حیوانات جهان را از یک سیل عظیم نجات می‌دهد. این داستان در کتاب پیدایش بر اساس افسانه‌های طوفانی پیشین که منشأ آن‌ها در میان‌رودان بوده، شکل گرفته است. همچنین این روایت در قرآن با تفاوت‌هایی ذکر شده، جایی که کشتی نوح به نام‌های «سفینة نوح» و «الفُلک» آمده است. افسانه طوفان جهانی که همه زندگی را نابود می‌کند، در دوره امپراتوری بابل قدیم (۲۰۰۰–۱۶۰۰ پیش از میلاد) پدیدار شده است. نسخه‌ای که به داستان کتاب مقدس نزدیک‌تر است و احتمالاً منبع اصلی آن بوده، داستان «اوت‌ناپیشتیم» در حماسه گیلگمش است.
نویسندگان اولیه مسیحی و یهودی، از جمله فلاویوس ژوزفوس، معتقد بودند که کشتی نوح وجود داشته است. تلاش‌های ناموفقی برای یافتن کشتی نوح از زمان یوسبیوس (حدود ۲۷۵–۳۳۹ میلادی) انجام شده و هنوز هم باورمندان به وجود این کشتی در دوران مدرن به جستجوی آن ادامه می‌دهند. با این حال، هیچ شواهد علمی مبنی بر وجود کشتی نوح یافت نشده و همچنین شواهدی برای وقوع طوفانی جهانی نیز وجود ندارد. توصیفات موجود در کتاب مقدس دربارهٔ این کشتی و بلای طبیعی مرتبط با آن، با چالش‌های فیزیکی و ناسازگاری‌های زمانی همراه است. برخی پژوهشگران معتقدند که یک رویداد واقعی اما محلی از سیل در خاورمیانه ممکن است الهام‌بخش روایت‌های شفاهی و نوشته‌های بعدی شده باشد؛ از جمله سیلی در خلیج فارس یا حادثه طوفانی در دریای سیاه حدود ۷۵۰۰ سال پیش.

## بررسی علمی

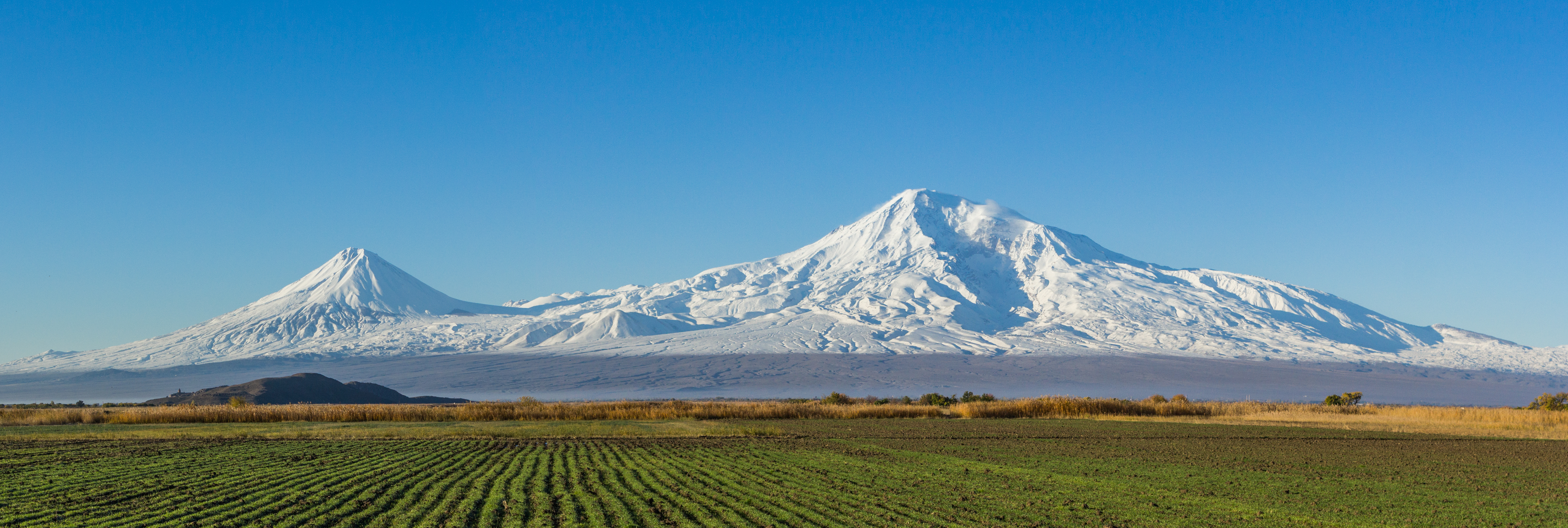
در سفر پیدایش در عهد عتیق از کوه آرارات به عنوان محل به خاک‌نشستن کشتی نوح پس از طوفان بزرگ یاد شده است.

وقوع طوفانی در مقیاس جهانی با درک امروز بشر از علومی مانند زمین‌شناسی و دیرینه‌شناسی در تضاد است. با این وجود، داستان طوفان بزرگی که برای نابودی نسل بشر فرستاده می‌شود، به حدی در اساطیر مردمان مختلف در سراسر جهان رایج است که به نظر می‌رسد یک ویژگی عمومی در تصورات انسانی باشد. عناصر بین‌النهرینی در روایت کتاب مقدس آشکار است و بیشتر محققان پذیرفته‌اند که افسانه طوفان ابتدا در آن سرزمین شکل گرفته است. با توجه به وابستگی زندگی مردم بین‌النهرین به دو رودخانه بزرگ دجله و فرات، سیل و طوفان و خسارات پس از آن امری رایج در منطقه بوده است و رایج شدن چنین داستانی نزد مردم دور از انتظار نیست. قدیمی‌ترین نسخه داستان باید ریشه در گذشته‌های بسیار دور و پیش از اختراع خط داشته باشد. توصیفات جهانِ پیش از طوفان در نسخه بابلی یادآور نیزارهای جنوب عراق است که در آن، خانه‌ها و قایق‌ها از نی ساخته می‌شدند.
به گفته اروین فینکل، شباهت روایت سفر پیدایش و لوح ۱۱ از حماسه گیلگمش به اندازه‌ای زیاد است که مستقل دانستن دو روایت از یکدیگر غیرممکن است. نظر معمول این است که متن عبری از یک نسخه خط میخی بابلی گرفته شده است. احتمالاً نیاز یهودیان به یک تاریخ مکتوب سبب شده آن‌ها بخش‌هایی از برخی داستان‌های بابلی دربارهٔ زمان‌های اولیه را وام بگیرند، زیرا داستان‌های سنتی خودشان ناکافی بوده است. وجود یک واسطه میان متن بابلی و روایت کتاب مقدس منتفی نیست. مردم هوری، از ساکنان بین‌النهرین شمالی، آناتولی و سوریه، می‌توانند واسطه مورد نظر باشند. نسخه هوری داستان طوفان تنها به صورت پراکنده موجود است اما در همین متون پراکنده، نامی به صورت Na-aḥ-ma-su-le-el وجود دارد که نوح ممکن است مخفف آن باشد، گر چه رابطه میان این دو نام قطعی نیست.

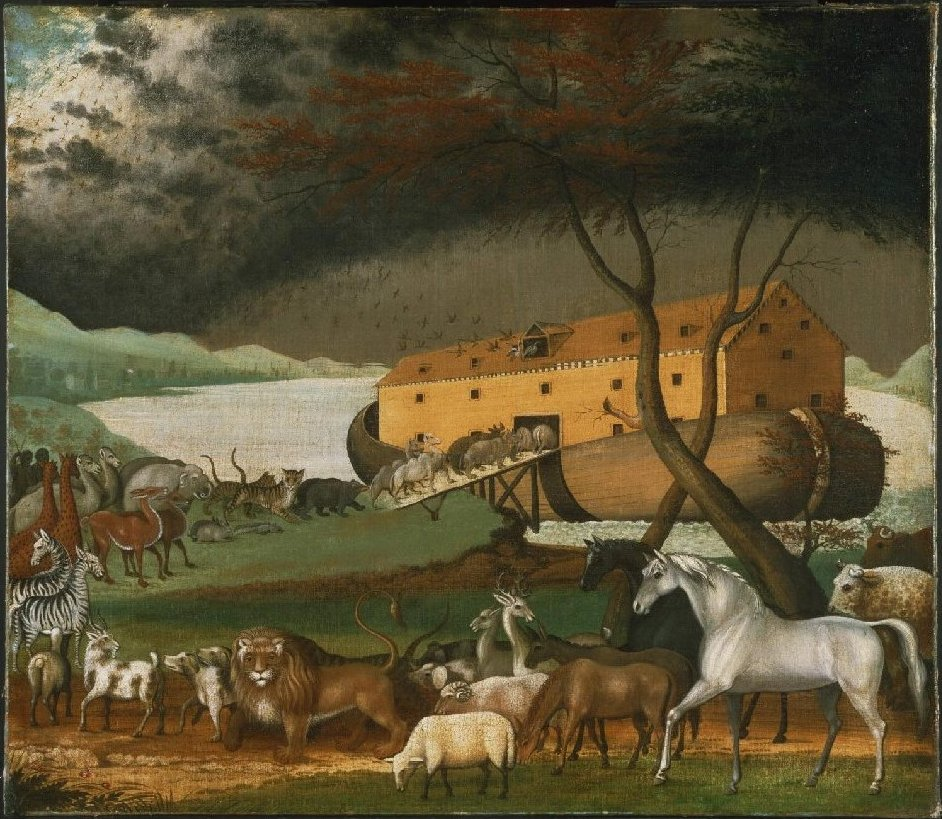
یک نگاره اثر ادوارد هیکس آمریکایی که در آن حیوانات جفت جفت در حال سوار شدن به کشتی نوح ترسیم شده‌اند.

در نظر مایکل کوگان، روایت کتاب مقدس از طوفان آشکارترین نمونه وابستگی مستقیم آن به دیگر افسانه‌های باستانی است و بیشتر جزئیات آن شباهت قابل تشخیصی با روایات بین‌النهرینی، به خصوص گیلگمش و اترهسیس، دارند. مانند فهرست پادشاهان سومری و منابع سنتی بین‌النهرینی، تاریخ اولیه بشر در کتاب مقدس نیز به دو دوره قبل از طوفان و بعد از طوفان تقسیم شده است. عهد قبل از طوفان، در بر گیرنده گذشته‌ای دور است که ادعا شده در آن انسان‌ها طول عمری دراز و غیر معمول داشتند. در روایت بروص، قهرمان داستان دهمین پادشاه بابل قبل از طوفان است و به‌طور مشابه، نوح دهمین شه‌پدر پیش از طوفان است. در هر دو سنت روایی، خدایی به قهرمان داستان از طوفانی قریب‌الوقوع خبر می‌دهد. او شروع به ساختن کشتی می‌کند و با وقوع طوفان، به اتفاق خانواده‌اش و همه گونه‌های حیوانی سوار آن می‌شود. در پایان، کشتی بر کوهی می‌نشیند و قهرمان داستان سه پرنده به اطراف می‌فرستد تا مطمئن شود زمان پایین آمدن فرا رسیده است.
| حماسه گیلگمش آنگاه که هفتمین روز رسید، کبوتری بیرون نگه داشتم و او را رها کردم. کبوتر پرید و بازگشت، جای آسایشی نیافته بود و برگشت. پرستویی بیرون نگه داشتم و او را رها کردم. پرستو پرید و بازگشت، جای آسایشی نیافته بود و برگشت. زاغی بیرون نگه داشتم و او را رها کردم. زاغ رفت و آب را دید که فرومی‌نشیند… و برنگشت. همه چیز را بیرون نهادم و قربانی کردم… خدایان که بوی خوشی استشمام کرده بودند، مثل مگس گرد قربانی جمع شدند. | سفر پیدایش آنگاه (بعد از یافتن خشکی توسط پرنده) نوح برای یهوه قربانگاهی ساخت و همه حیوانات پاک و همه پرندگان پاک را به قربانگاه پیشکش کرد. زمانی که یهوه بوی خوش را استشمام کرد، در قلب خود گفت: «دیگر هرگز زمین را به خاطر انسان‌ها نفرین نخواهم کرد.» |

هر چند داستان کتاب مقدس باید از متن بابلی گرفته شده باشد اما دیدگاه اسرائیلیان در آن غالب است. در داستان بابلی، خدایان به دلیل افزایش سر و صدا (یعنی افزایش جمعیت انسان‌ها) که خوابشان را مختل می‌کرد، تصمیم می‌گیرند انسان‌ها را نابود کنند اما یکی از خدایان به قهرمان داستان اطلاع می‌دهد که قایقی بسازد و خانواده‌اش و حیوانات را نجات دهد. سرانجام، خدایان به این نتیجه می‌رسند که عجولانه عمل کرده‌اند و تصمیم می‌گیرند دیگر چنین نکنند. اما در سفر پیدایش، یهوه طوفان را به عنوان مجازات ظلم و شرارت می‌فرستد و همان خدا نیز نوح و خانواده‌اش را نجات می‌دهد.
اسناد باستانی دربارهٔ طغیان دجله و فرات در بین‌النهرین وجود دارد اما هیچ مدرکی دربارهٔ وقوع سیل و طوفان جهانی یافت نشده است. همچنین هیچ مدرکی دربارهٔ روی دادن چنین طوفانی در منطقه فلسطین نیز موجود نیست. با این حال، داستان نوح را نیز در همان بین‌النهرین قرار داده‌اند زیرا کشتی بر کوه آرارات استراحت می‌کند. علاوه بر دجله و فرات، باستان‌شناسان یافته‌هایی دربارهٔ طوفان بزرگ حاصل از دریای سیاه نیز پیدا کرده‌اند که شاید الهام‌بخش داستان کتاب مقدس باشد.
در ابتدای روایت به رابطه جنسی خدایان و زنان آدمیان و تولد قهرمانان از ایشان اشاره شده است؛ چنین چیزی در داستان بابلی دیده نمی‌شود اما مشابه آن در اساطیر یونانی وجود دارد. در عصر قهرمانی یونانی نیز قهرمانان فرزندان نیمه‌الهی متولد شده از آمیزش خدایان و موجودات فانی هستند و دقیقاً مشابه باب ۱۰ سفر پیدایش، مردمانی که نسلشان به این قهرمانان می‌رسد نام برده شده‌اند. بدین ترتیب داستان طوفان بابلی در این چارچوب قرار داده شده تا نشان‌دهنده قضاوت خدا دربارهٔ دوران قهرمانان باشد اما تناسبی میان جرم و مجازات دیده نمی‌شود و به همین دلیل، با گسترش و تفسیر متن تلاش کرده‌اند آن را توجیه کنند. پسران خدا در سایر بخش‌های تنخ موجوداتی الهی و حاضر در دربار خدا هستند. در اساطیر کنعانی، تمام خدایانی که تحت سلطه ال بودند را «بنو ایلی» (پسران خدا) می‌نامیدند. بخش آغازین داستان نوح همچنین نشان می‌دهد نویسنده این قسمت از تورات با داستان آدم و حوا و رانده‌شدن آن‌ها از باغ عدن آشنایی نداشته، زیرا جهانی را توصیف کرده که در آن هنوز رابطه صلح‌آمیز خدایان و آدمیان (در اثر نافرمانی آدم و حوا) از بین نرفته است. در نظر والتر بلتس، داستان تجاوز پسران خدا به دختران آدمیان در واقع توصیف‌کننده مرحله انتقال از زن‌سالاری به مردسالاری در تمدن بشر است.
در ۷:۱۶ نوشته شده که خدا در کشتی را بست. انسان‌انگاری سنت حماسی قدیمی (یهوه‌ای) در این خط حفظ شده تا «سادگی نسبتاً کودکانه» را با پیامی عمیق دینی ترکیب کند. در نسخه بابلی، اوتنپیشتیم خود در را می‌بندد اما در نسخه کتاب مقدس، تنها یهوه می‌تواند چنین کند. در ۸:۴ کشتی بر کوه آرارات استراحت می‌کند؛ این بازی با کلمات است زیرا کلمه عبری استفاده شده (nwh) با نام نوح (به معنای استراحت) از نظر زبانی ریشه مشترک دارد. در ۵:۲۹ نیز گفته شده که نوح برای بشر «تسلی» آورد که موردی مشابه است.
در عهد باستان، ناخداها از پرندگان برای یافتن خشکی استفاده می‌کردند. نوح نیز به همان شیوه از آنان استفاده می‌کند. روایت نسخه بابلی داستان هم همین‌گونه است، منتها آنجا از زاغ، پرستو و کبوتر استفاده می‌شود، هر چند ارتباط دو روایت غیرقابل انکار است. مانند نسخه بابلی، قربانی و عبادت بلافاصله از زمان پیاده شدن آغاز می‌شود. اما میان دو نسخه تفاوت وجود دارد؛ خدایان حماسه گیلگمش گرسنه هستند و مثل مگس جمع می‌شوند.

## در ادیان

### اسلام
در مقایسه با سنت یهودی که از اصطلاحی استفاده می‌کند که می‌توان آن را به «صندوق» یا «جعبه» ترجمه کرد، در قرآن کریم در سوره ۲۹ آیه ۱۵ به کشتی نوح با واژه «سفینه»، یک کشتی عادی، اشاره شده است. همچنین در سوره ۷ آیه ۶۴ از واژه «فُلک» و در سوره ۵۴ آیه ۱۳ از عبارت «چیزی از تخته‌ها و میخ‌ها» استفاده شده است. عبدالله بن عباس، یکی از هم‌عصران پیامبر اسلام، نوشته است که نوح در ابتدا دربارهٔ شکل کشتی مردد بود تا اینکه خداوند به او وحی فرستاد که کشتی را به شکل شکم پرنده و از چوب ساج بسازد.
دانشمند قرون وسطی، ابوالحسن علی بن حسین مسعودی (متوفی ۹۵۶)، روایت کرده است که خداوند به زمین فرمان داد تا آب را جذب کند، و بخش‌هایی که در اجرای این فرمان کند بودند به‌عنوان مجازات آب شور دریافت کردند و خشک و بیابانی شدند. آب‌هایی که جذب نشدند دریاها را تشکیل دادند و بنابراین آب‌های طوفان همچنان وجود دارند. مسعودی می‌گوید کشتی نوح سفر خود را از کوفه در عراق آغاز کرد و به مکه رسید، جایی که دور کعبه طواف کرد و سپس به سمت کوه جودی حرکت کرد که در سوره ۱۱ آیه ۴۴ به‌عنوان محل نهایی قرار گرفتن کشتی ذکر شده است. این کوه بر اساس سنت به تپه‌ای نزدیک شهر جزیره ابن عمر در ساحل شرقی رود دجله در استان موصل عراق شناسایی شده است و مسعودی ذکر کرده که این مکان در زمان او قابل مشاهده بود.

### یهود
در روایات تلمودی، آمده است که نوح در هنگام ساخت کشتی به همسایگان خود دربارهٔ طوفان قریب‌الوقوع هشدار داد، اما این هشدارها با تمسخر یا بی‌اعتنایی مواجه شد. خداوند برای حفاظت از نوح و خانواده‌اش در برابر افراد شرور که می‌خواستند مانع ورود آنان به کشتی شوند، شیرها و حیوانات وحشی دیگر را قرار داد. بر اساس یکی از میدراش‌ها، خداوند یا فرشتگان، حیوانات و غذای مورد نیاز آنها را به سوی کشتی هدایت کردند. تا پیش از این زمان، نیازی به تمایز میان حیوانات پاک و ناپاک نبود، اما حیوانات پاک با زانو زدن در برابر نوح، خود را مشخص کردند. در یک دیدگاه دیگر، این خود کشتی بود که حیوانات پاک و ناپاک را تشخیص می‌داد و از هر یک جفت‌های معین را می‌پذیرفت.
در تلمود (سانهدرین ۱۰۸ب)، آمده است که نوح شبانه‌روز مشغول تغذیه و مراقبت از حیوانات بود و در طول سالی که در کشتی بود، نخوابید. حیوانات از بهترین نوع خود بودند و با نهایت نجابت رفتار می‌کردند. آنها تولید مثل نکردند و تعداد آنها هنگام خروج از کشتی دقیقاً برابر با تعداد ورودشان بود. کلاغ مشکلاتی ایجاد کرد و هنگام فرستاده شدن از کشتی، از ترک آن خودداری کرد و نوح را متهم به نابودی نسلش نمود. اما مفسران اشاره کرده‌اند که خداوند قصد داشت نسل کلاغ را حفظ کند، چرا که نوادگان آن برای تغذیهٔ پیامبر ایلیا در آینده مأمور شده بودند.

### مسیحیت
نامه اول پطرس، که احتمالاً در اواخر قرن اول میلادی نوشته شده است، نجات نوح از طریق آب را به رستگاری مسیحیان از طریق غسل تعمید تشبیه می‌کند. هیپولیتوس رومی (وفات ۲۳۵ میلادی) تلاش داشت نشان دهد که کشتی نوح نماد مسیح منتَظَر است. او بیان کرد که درب کشتی در سمت شرق قرار داشت، جایی که انتظار می‌رود مسیح در ظهور دوم از آنجا بیاید. همچنین، او اشاره کرد که استخوان‌های آدم به همراه طلا، کندر و مرّ، که نمادهای ولادت مسیح هستند، به کشتی آورده شدند. هیپولیتوس توضیح داد که کشتی قبل از رسیدن به کوه کاردو در شرق، که ارامنه آن را آرارات می‌نامند، در چهار جهت روی آب حرکت کرد و نشانی از صلیب ایجاد کرد.
اوریجن (حدود ۱۸۲–۲۵۱ میلادی)، یکی از پدران کلیسا، در پاسخ به انتقادی که ظرفیت کشتی برای جای دادن همه حیوانات جهان را زیر سؤال برده بود، استدلال کرد که موسی، نویسنده سنتی کتاب پیدایش، در مصر بزرگ شده و از واحد طول بزرگتری به نام «کیوبیت مصری» استفاده کرده است. او همچنین شکل کشتی را به صورت یک هرم ناقص با پایه‌ای مربع و قله‌ای مربعی به ابعاد یک کیوبیت تعریف کرد. در هنرهای مسیحی اولیه، نوح در جعبه‌ای کوچک بر امواج تصویر شده است که نمادی از نجات کلیسای مسیحی در سال‌های آشفته آغازین آن است. آگوستین هیپو نیز در کتاب «شهر خدا» نشان داد که ابعاد کشتی با ابعاد بدن انسان مطابقت دارد، که در دکترین مسیحی به بدن مسیح و کلیسا تشبیه شده است. کبوتر و شاخه زیتون، به عنوان نمادهای روح‌القدس و امید به نجات، به نشانه‌ای جاودان از صلح تبدیل شدند که تا به امروز نیز باقی مانده است.

### زرتشتی
در کتاب ویدوداد (بخش‌های ۲۹ و ۳۷)، پادشاه اسطوره‌ای ایران، یما، به دستور اهورامزدا موظف شد تا یک سازه زیرزمینی به نام «ور» بسازد. این سازه عملکردی مشابه با کشتی نوح داشت و هدف آن حفاظت از زندگی در برابر یک فاجعه جهانی بود. اهورامزدا به یما دستور داد که گیاهان، حیوانات، و انسان‌ها را با برخی استثنائات در این مکان جمع‌آوری کند تا از نابودی نجات یابند.
«ور» به‌عنوان یک پناهگاه ویژه، نمادی از اهمیت حفظ تنوع زیستی و انسانی در اساطیر ایرانی محسوب می‌شود. این داستان نشان‌دهنده نگرش عمیق ایرانیان باستان به حفاظت از زندگی و بقای نسل‌ها در برابر تهدیدات طبیعی و فراطبیعی است و نقش یما به‌عنوان یک رهبر مسئولیت‌پذیر در برابر جامعه و طبیعت را برجسته می‌سازد.

## مکان‌های نسبت داده‌شده به کشتی نوح
طبق بسیاری از روایات یهودیان مسیحیان و مسلمانان نیز محل فرود این کشتی در کوه جودی در ترکیه است.

### ترکیه
داستان مذکور منجر شده تا تحقیقات بسیاری از سوی پیروان ادیان ابراهیمی برای یافتن بقایای کشتی نوح، به خصوص در منطقه آرارات انجام شود. در سال ۲۰۰۷ تیمی با حمایت کلیسای مسیحی تکه چوب‌هایی در ارتفاعات قله آرارات در ترکیه پیدا کرد. هرچند تیم جستجوگر مدعی شد که ۹۹٫۹٪ مطمئن است که کشتی نوح را یافته است ولی باستان شناسان این ادعا را با توجه به شواهد علمی موجود مورد تردید فراوان دانسته‌اند. بعداً یک سازند زمین‌شناسی واقع در منطقه دغوبایزید در شرق ترکیه به عنوان باقی‌مانده کشتی نوح معرفی شد.

### ایران
در ایران نیز در پی پژوهشی، تکه چوب‌هایی در اطراف کوه‌های تخت سلیمان در شمال ایران یافت شد که برخی باوردارند این چوب‌ها از آن کشتی نوح است؛ این پژوهشگران مدعی شده‌اند که بر پایه بقایای یافته، کشتی نوح در بالای کوه تخت سلیمان در شمال ایران جا گرفته بوده است. این پژوهشگران باستان‌شناسی، طی بررسی‌هایی که انجام دادند تکه چوب‌های سنگ شده‌ای را، در کوه تخت سلیمان در شمال ایران، پیدا کردند که باور دار هستند این چوب‌ها از آن کشتی نوح هست و با نگریستن ادعاهایی که پژوهشگران بنیاد باستان‌شناسی و جست‌وجو و کاوش کتاب‌های مقدس به‌دست آورده‌اند، شواهد بسیار نیرومند و درستی، بودن دارد که بر پایه آن می‌گویند بقایای کشتی نوح در بالای کوه تخت سلیمان در شمال ایران، نقش دارد. این گروه از پژوهشگران اعلام کرده‌اند که تکه‌هایی از چوب سنگ شده را، در بلندای ۴۵۰۰ متری، پیداکرده‌اند که پس از بررسی، شواهدی از زندگی موجودات آبزی که به‌طور معمول در کف دریا زندگی می‌کنند را نیز، در این تکه‌های چوبِ سنگ شده، یافته‌اند.

## ماکت
مرکز مسیحی جنسیس (یک مرکز مسیحیان در آمریکا)، ماکتی بزرگ از کشتی نوح را بازسازی کرد و درب آن را از ژوئیه ۲۰۱۶ به عنوان یک پارک تفریحی بروی عموم باز کرده است. سازندگان این کشتی می‌گویند اندازه‌های آن را هم بر اساس داده‌های انجیل محاسبه کرده‌اند؛ ۱۵۵ متر طول، ۲۶ متر عرض و ۱۵ متر ارتفاع. ساخت کشتی نوح ۱۰۰ میلیون دلار هزینه برداشته است.
در داخل این کشتی ماکت‌هایی از حیوانات و خانواده نوح بر اساس باورها و برداشت‌های مذهبی قرار گرفته است. در این کشتی حتی ماکت‌هایی از دایناسورها هم قرار داده شده چرا که پیروان این گروه مسیحی معتقدند همه موجودات حتی دایناسورها را خداوند حدود ۶ هزار سال پیش آفریده است. این در حالی است که دانشمندان می‌گویند دایناسورها حدود ۶۵ میلیون سال پیش و قبل از آن که گونه انسان روی کره زمین پدیدار شود، منقرض شدند. این پروژه در سال ۲۰۱۴ معافیت مالیاتی به ارزش ۱۸ میلیون دلار دریافت کرد. ساخت این ماکت عظیم در چند سال گذشته، منشأ بروز مناقشه‌های فراوان در ایالت کنتاکی بود. منتقدان ساخت آن می‌گویند از آنجا که فرضیه‌های پشت احداث این پروژه در تضاد با نظریات علمی پذیرفته شده است، نباید دولت معافیت مالیاتی برای آن در نظر می‌گرفت.